# 珍妮·里德
珍妮特·美衣子·"珍妮"·武田-里德（英語：Janette Miiko "Janie" Takeda-Reed，1993年4月15日—）是一名出生於美國加利福尼亞州的壘球選手，司職外野手，目前效力於國家職業快速壘球聯盟芝加哥俠盜。她曾隨隊參加2020年夏季奧林匹克運動會壘球比賽，結果獲得銀牌。丈夫傑克·里德是棒球運動員。

## 外部連結
- 珍妮·里德的Facebook專頁
- 珍妮·里德的X（前Twitter）
- 珍妮·里德的Instagram帳戶